# 김동철 (법조인)
김동철(1938년 ~ 2008년)은 제2대 부산고등검찰청 검사장을 역임한 법조인이다.

## 생애
1961년 서울대학교 법학과를 졸업하고 제13회 고등고시 사법과에 합격하여 1962년 육군 법무관을 거쳐 1965년에 대구지방검찰청 검사에 임용되었다. 1988년에 제2대 부산고등검찰청 검사장에 임명되었음 1991년에 법률구조공단 이사장을 마지막으로 공직에서 물러나 
1994년에 서울에서 변호사를 개업하였다.

## 경력
- 1965 대구지방검찰청 검사
- 1967 대구지검 경주지청 검사
- 1969 부산지방검찰청 검사
- 1971 춘천지검 속초시청 검사
- 1973 대구지방검찰청 검사
- 1975 대검찰청 검찰연구관
- 1978 법무부 조사과장
- 1979 서울지검 남부지청 부장검사
- 1980 서울지방검찰청 총무부검사, 특별수사 제1부장검사
- 1981 부산지방검찰청 제2차장검사, 부산지방검찰청 제1차장검사
- 1982 대구고등검찰청 차장검사
- 1983 청주지방검찰청 검사장
- 1985 대검찰청 형사 제2부장검사
- 1986 대구지방검찰청 검사장
- 1987 법무부 교정국장
- 1988 부산고등검찰청 검사장
- 1991 법률구조공단 이사장